# All Fired Up
| Оценки критиков                  | Оценки критиков |
| Источник                         | Оценка          |
| -------------------------------- | --------------- |
| AllMusic                         | [ 1 ]           |
| Collector's Guide to Heavy Metal | 6/10            |

All Fired Up (с англ. — «Всё загорелось») — второй студийный альбом хард-рок-группы Fastway, выпущенный в июле 1984 года.

## Об альбоме
В 1984 году Fastway снова записали с Эдди Крамером свой следующий альбом.
Этот альбом является последним, записанным с Джерри Ширли на ударных, а также с Эдди Крамером в качестве продюсера, а для Чарли МакКракена, бывшего басиста рок-группы «Taste», альбом был единственным вкладом в группу.
Был выпущен музыкальный видеоклип на заглавный трек, который вскоре получил распространение по различным телеканалам, таким как MTV и VH1. По звучанию пластинка более блюзовая, чем их предыдущий альбом, и в итоге содержит больше мелодичных элементов. «All Fired Up» получил хорошие отзывы, но не смог добиться большего успеха из-за роста популярности глэм-метала в чартах в том же году.
В поддержку альбома «Fastway» выступили на разогреве у Rush в их туре «Grace Under Pressure».
После тяжелых гастролей Ширли и Маккракен покинули группу в конце 1984 года, после чего она распалась.

## Треклист
Сторона 1
1. «All Fired Up» — 2:43
2. «Misunderstood» — 3:22
3. «Steal the Show» — 3:38
4. «Station» — 2:56
5. «Non-Stop Love» — 3:55
6. «Hurtin' Me» — 4:30

Сторона 2
1. «Tell Me» — 3:50
2. «Hung Up on Love» — 3:27
3. «The Stranger» — 4:11
4. «Telephone» — 4:20
5. «If You Could See» — 4:36

## Участники записи
Fastway
- Дейв Кинг — ведущий вокал
- Эдди «Фаст» Кларк — гитара
- Чарли МакКракен — бас-гитара
- Джерри Ширли — ударные

Производство
- Эдди Крамер — продюсер, звукоинженер, микширование и ремиксы на Record Plant, Лос-Анджелес
- Тим Хант — инженер, сведение в Townhouse Studios, Лондон
- Джулиан Уитли — магнитофон
- Оуэн Дэвис, Бен Кейп, Дэйв Уиттман, Том Свифт — помощники инженера
- Джордж Марино — мастеринг в Sterling Sound, Нью-Йорк
- Джо Мировски, Torchlight, London — дизайн обложки.
- Крис Мур — иллюстрация
- Аллан Баллард — фотография
- Саймон Кэнтуэлл — художественное направление